# Sarcophaga plotnikovi
Sarcophaga plotnikovi är en tvåvingeart som beskrevs av Boris Borisovitsch Rohdendorf 1925. Sarcophaga plotnikovi ingår i släktet Sarcophaga och familjen köttflugor.
Artens utbredningsområde är Uzbekistan. Inga underarter finns listade i Catalogue of Life.